# Impact factor
Impact factor (IF) lub journal impact factor (JIF) – współczynnik cytowań czasopisma naukowego; Indeks obliczany przez firmy Clarivate, który odzwierciedla średnią roczną liczbę cytowań artykułów opublikowanych w ciągu ostatnich dwóch lat w danym czasopiśmie, indeksowaną przez Web of Science.

## Zasady ustalania wskaźnika cytowań
Autorzy niemal każdej publikacji naukowej mają zwyczaj odnosić się w ich tekście do innych, wcześniejszych publikacji na podobny temat. Obowiązkiem każdego autora jest robić to (czyli tworzyć w tekście publikacji odnośniki do cytowanych prac i umieszczać ich listę) w sposób jawny, zwykle na końcu swojego tekstu.
Na tej właśnie zasadzie jest oparty wskaźnik cytowań. Tworzony jest on na podstawie bazy cytowań publikacji naukowych. Jedną z takich baz prowadzi Instytut Filadelfijski, który gromadzi w niej wszystkie cytowania publikacji ukazujących się w wybranych przez Instytut Filadelfijski czasopismach naukowych. Baza ta nie obejmuje wszystkich takich czasopism wydawanych na całym świecie, gdyż tworzenie takiej bazy byłoby zadaniem niewykonalnym technicznie. Indeksowane przez Instytut Filadelfijski czasopisma są wybierane na podstawie tak zwanego prawa Bradforda, głoszącego, że w każdej dziedzinie naukowej istnieje pewna, niezbyt liczna, grupa czasopism (od 5 do 30), w których ukazuje się 99% naprawdę istotnych dla danej dziedziny publikacji, a pozostałe czasopisma można uznać za drugorzędne. Lista filadelfijska obejmuje około 8400 pozycji i nie zmienia się to zbytnio od mniej więcej 10 lat. Co roku pewna część czasopism jest z tego wykazu usuwana (gdy IF dla danego czasopisma spada poniżej 0,1), a na ich miejsce wpisywane są inne.
Wskaźnik cytowań jest ustalany według wzoru (r=rok, dla którego oblicza się IF):
{\displaystyle {\text{IF}}_{r}={\frac {{\text{Liczba cytowań}}_{r-1}+{\text{Liczba cytowań}}_{r-2}}{{\text{Liczba cytowanych}}_{r-1}+{\text{Liczba cytowanych}}_{r-2}}}}
Oprócz zwykłego IF, obejmującego dwa lata kalendarzowe, używa się również IF obejmującego 5 lat.
Spis wskaźników z danego roku dla wszystkich czasopism uwzględnianych przez Instytut Filadelfijski jest publikowany w Journal Citation Reports, wydawanym przez ten Instytut. W wydawnictwie tym, oprócz samych wskaźników, są też publikowane wykresy dynamiki ich zmian, a także spisy innych wskaźników (które nie mają jednak tak dużego znaczenia jak wskaźnik cytowań, na przykład immediacy factor, czyli wskaźnik aktualności).
Wartość wskaźnika cytowań zależy od wpływu wywartego przez czasopismo na świat nauki, nie zaś od rzetelności artykułów. Przykładowo, spośród medycznych czasopism w 2010 roku najwyższy IF przypadł CA – A Cancer Journal for Clinicians (94,333), najniższy zaś International Journal of Legal Medicine (2,939), co jest wynikiem niemal 30 razy mniejszym. Obydwa czasopisma są najwyżej ocenianymi w swoich dziedzinach – onkologii i medycynie sądowej. Znaczny wpływ na IF może mieć publikacja artykułów poglądowych, które są częściej cytowane niż prace naukowe.

## Znaczenie wskaźnika cytowań
Wskaźnik ten ma ogromne znaczenie zarówno dla ocenianych w ten sposób czasopism, jak i poszczególnych autorów publikacji zamieszczanych w tych czasopismach. Znaczenie tego wskaźnika jest potrójne.
- Dla czasopism jest to często „być albo nie być” – czasopisma, których IF z roku na rok maleje, zwykle tracą dobrych autorów i czytelników i w końcu tracą na znaczeniu zupełnie. Stąd im czasopismo ma wyższe IF, tym sito selekcji publikacji, które się mogą w tym czasopiśmie ukazać, jest ostrzejsze. Jeśli system selekcji danego czasopisma jest wadliwy, odbija się to natychmiast w spadku jego IF.
- Dla autorów jest to z jednej strony istotny czynnik przy decydowaniu, do jakiego czasopisma wysyłać swoją publikację, a z drugiej strony liczba przyjętych do druku publikacji w czasopismach o wysokim IF jest miarą jakości badań naukowych opisywanych przez danego autora.
- Dla instytucji naukowych miarą wartości prowadzonych w nich badań jest liczba publikacji przyjętych do druku w czasopismach o wysokim IF, które zostały napisane przez pracowników tych instytucji.

W wielu krajach istnieją całe systemy oceny instytucji naukowych i zatrudnionych w nich pracowników opierające się na liczbie publikacji z uwzględnieniem IF czasopism, w których te publikacje się ukazały. W Polsce instytuty naukowe i wydziały uczelni wyższych oceniane są przez Ministerstwo Nauki i Szkolnictwa Wyższego między innymi właśnie na podstawie kryterium IF. Co prawda szczegółowe zasady oceny jednostek naukowych ulegają częstym modyfikacjom, jednak wykształcił się już pewien stały, ogólny schemat tej oceny. Minister Nauki i Szkolnictwa Wyższego publikuje wykaz czasopism naukowych wraz z przypisaną im punktacją. Wykaz ten zawiera część A, czyli pisma, które mają obliczony wskaźnik cytowań i znajdują się w bazie Journal Citation Reports, oraz część B, czyli pozostałe pisma (głównie polskie). Punktacja czasopisma z listy A oparta jest wyłącznie o wartość jego IF na tle innych czasopism naukowych w danej dziedzinie.

## Krytyka wskaźnika cytowań
Wskaźnik w Polsce krytykowali Richard Monastersky i Andrzej Kajetan Wróblewski stwierdzając, że:
- Jest on zanadto „mechaniczny” i często pokazuje nie tyle wartość naukową czasopism (i publikacji), lecz raczej aktualnie panujące mody i trendy w nauce. Czasopismo specjalizujące się w dziedzinie, która jest aktualnie modna, siłą rzeczy publikuje artykuły, które opisują też „modne” badania. W modnych dziedzinach panuje większy ruch niż w niemodnych, co się przekłada bezpośrednio na liczbę cytowań[8].
- Jest on zanadto tymczasowy, gdyż obejmuje cytowania tylko z ostatnich dwóch lat. Często zdarza się, że bardzo interesujący artykuł z „niemodnej” dziedziny jest przez okres dwóch lat niedostrzeżony przez innych badaczy, bo np. bardzo wyprzedza swoją epokę. Gdy jednak nadejdzie jego czas, jest on później masowo cytowany – czego IF już nie obejmie. Los taki spotyka wiele najbardziej wartościowych publikacji, w których znajdują się przełomowe odkrycia[9].
- IF zmusza czasopisma do ślepego podążania za modą. Czasopisma naukowe są przedsięwzięciami komercyjnymi. Jeśli ich IF spada, to spada też ich sprzedaż. Stąd czasopisma starają się za wszelką cenę utrzymywać wzrostową tendencję swojego IF. Z tego punktu widzenia opłaca im się publikować rzeczy, które dobrze wpisują się w aktualne trendy i nie publikować rzeczy, które podejmują aktualnie niepopularne lub całkowicie nowe – dotąd nieznane zagadnienia, gdyż jest duże ryzyko, że nie będą one dostrzeżone i cytowane w najbliższym czasie[9].
- IF jest tworzony przez instytucję, która sama jest nastawiona na przynoszenie dochodu i ma w pewnym sensie „władzę” kreowania trendów w nauce, choćby poprzez arbitralne decyzje dopisywania lub wykreślania czasopism ze swojej listy. Istnieje więc ryzyko, że trendy te są kreowane w taki sposób, aby obracało się to na korzyść tej instytucji – na zasadzie samospełniających się proroctw[8].
- Bardzo często podnoszony jest argument, że IF preferuje badania, które są modne w Stanach Zjednoczonych. Faktycznie ponad 50% czasopism na liście Instytutu Filadelfijskiego jest wydawana w tym państwie, zaś ponad 80% czasopism na tej liście to czasopisma anglojęzyczne. Argument ten jest szczególnie istotny w naukach społecznych, których większa część rozwijana jest w innych obszarach językowych[8].
- IF nie odzwierciedla rzeczywistej poczytności danego czasopisma i rozdźwięku poza społecznością naukową. Przykładem jest PLOS Medicine, którego treści publikowane są na wolnej licencji, stąd dostępny jest dla możliwie szerokiej grupy odbiorców[6].

Wskaźnik cytowań stanowi obecnie temat wielu dyskusji wydawców i pracowników nauki. Jego zasadnicze ograniczenie do czasopism wydawanych w języku angielskim powoduje, że wiele czasopism o wysokim poziomie merytorycznym nie jest pozycjonowanych. Konferencja na temat jakości wydawnictw medycznych w Bombaju (wrzesień 2004) oraz International Peer Review Congress on Biomedical Journals w Chicago (wrzesień 2005) były forami szerokiej dyskusji na temat IF. Jego niedoskonałości dotykają przede wszystkim kraje mniej rozwinięte, które z jednej strony mają być obiektem wsparcia wymiany myśli naukowej, a z drugiej ograniczane są przez interesy amerykańskiego lobby naukowego. Faktem niezaprzeczalnym jest, że czasopisma nieanglojęzyczne stanowią zbyt mały odsetek w bazie danych Instytutu Filadelfijskiego. W 2008 roku Europejskie Stowarzyszenie Redaktorów Naukowych wydało specjalne oświadczenie dotyczące niewłaściwego wykorzystywania IF (patrz link w stopce artykułu).
Konkurencją dla wskaźników cytowań opartych na bazie Instytutu Filadelfijskiego mają być mierniki tworzone na podstawie bazy Scopus, prowadzonej przez wydawnictwo Elsevier.